# Palau Perpinyà Masferrer
El Palau Perpinyà Masferrer és una obra renaixentista de Granollers (Vallès Oriental) protegida com a Bé Cultural d'Interès Local, amb el nom de Casal a la plaça de la Porxada, 21-23.

## Descripció
Antic casal entre mitgeres de planta baixa, dues plantes pis i golfes, amb coberta a dues vessants. A la planta baixa hi ha quatre portals d'arc pla que es corresponen amb les obertures que hi ha als pisos de més a munt. Al primer pis hi ha balcons i al segon també tot i que són de mida més reduïda. A les golfes hi ha una galeria de finestres quadrades. Al centre de la façana hi ha una finestra renaixentista d'arc pla i guardapols sinuós sostingut per figures a les impostes i un relleu a la llinda, amb dos lleons i un escut.
El setembre de 2022 l'Ajuntament es va comprometre a col·locar-hi una placa commemorativa de Francesc de Perpinyà Sala i Sasala, diputat que es va oposar a la capitulació de Barcelona el 1714 i membre de la nissaga familiar Masferrer-Perpinyà.

## Història
El 30 de gener de 1710 l'arxiduc Carles, pretendent a la Corona Espanyola, va fer parada a Granollers, sopant a Can Perpinyà-Masferrer i instal·lant-s’hi fins l'endemà. En aquest edifici tenia la seva seu a finals del segle xix el Casino Terpsicore.